# Гокхале, Анупама
Анупама Гокхале (англ. Anupama Gokhale), ур. Анупама Абхьянкар (англ. Anupama Abhyankar; род. 17 мая 1969, Мумбаи) — индийская шахматистка, международный мастер (1985) среди женщин.

## Биография
В 1985 году в Аделаиде разделила первое место на чемпионате Азии по шахматам среди девушек и получила звание международного мастера среди женщин. Пять раз побеждала на чемпионатах Индии по шахматам среди женщин (1989, 1990, 1991, 1993, 1997). Два раза побеждала на чемпионате Азии по шахматам среди женщин (1985, 1987). 
Представляла сборную Индии на крупнейших командных шахматных турнирах:
- в шахматных олимпиадах участвовала три раза (1988—1992)[2];
- в командном чемпионате Азии по шахматам участвовала два раза (2003—2005). В командном зачёте завоевала серебряную (2005) медаль. В индивидуальном зачёте завоевала серебряную (2003) медаль[3].

В 1986 году была награждена четвертым по значимости гражданским орденом Индии Падма Шри и была самой юной спортсменкой в истории, которая удостоилась этой награды. В 1990 году получила спортивную премию «Арджуна». Вышла замуж за индийского шахматного мастера Рагунандана Гокхале. Работает в индийской нефтяной компании «Bharat Petroleum».